# Вираппан (фильм)
«Вираппан» (хинди वीरप्पन, англ. Veerappan) — индийский художественный фильм в жанре докудрамы, снятый Рам Гопалом Вармой и выпущенный в прокат 27 мая 2016 года, являющийся ремейком фильма на каннада выпущенного за полгода до этого.

## Сюжет
Лесной разбойник Кусе Минусвами Вираппан в подростковые годы начал помогать браконьерам. Его отец и другие родственники также были известны как браконьеры и контрабандисты. Вираппан, господствующий в лесу Сатьямангалам, расположенном на территории штатов Тамилнад, Карнатака и Керала, открыто противостял правительству и силам пограничной безопасности Индии и содержал небольшую армию. Он убил примерно 184 человека, около половины из которых — полицейские, в том числе старшие полицейские и лесные чины. Он также разыскивается за браконьерство и контрабанду слоновой кости на сумму 2,6 млн долларов США и 10 тысяч тонн сандалового дерева на сумму около 22 млн долларов США.
В 1991 году Вираппан и его приспешник Ганди обезглавили офицера П. Шриниваса. Годы спустя Вираппан мстит за смерть своего сообщника Ганди, обманув представителя Специальной рабочей группы (STF) с помощью неназванного информатора. Тайная миссия, под руководством с Т. Харикришны и его информатора С. И. Шакила Ахмеда, убить Вираппана терпит неудачу. Вираппан и его армия жестоко расправляются со всеми офицерами STF и захватывают оружие.
Шеф STF штата Тамил-наду Виджай Кумар, назначает под прикрытием шпионить в штате Карнатака неназванного мастера-стратега, который организует Операцию Кокон через сеть племён и информаторов, таких, как его помощница Шрея, вошедшая в доверие и арендующая дом у Мутулакшми — жены Вираппана. Одновременно команда лояльных полицейских под прикрытием, возглавляемая Рэмбо Кришной, покидает базу на реке Палар, которая находился в ста километрах от города Коллегал в штате Карнатака вместе с командой из 41 человека, которая включает в себя полицию двух штатов, лесников и информаторов. Команда путешествует на двух транспортных средствах, из которых один — автобус, перевозящий большинство членов команды, и джип с офицером К. Гоплакришнаном. Банда Вираппана размещает мины на дороге более чем в 14 местах, чтобы остановить их подход, и во время взрыва Гопалакришнан, стоявший на подножке джипа, получает серьёзные травмы, что заставляет полицию нанести ответный удар и в конечном счёте предотвратить захват оружия.
После нескольких неудачных попыток, в том числе возглавляемых другим полицейским под прикрытием, замаскированным под подчинённого мусульманскому криминального босса Кадани, договориться об оружии с бандой Вираппана, команду STF возглавляет мастер-стратег и добивается успеха 18 октября 2004 года. В этот день Вираппан берёт с собой на сделку Кумара, ранее внедрённого его банду полицией. Впоследствии, когда Вираппан и его люди останавливаются на станции скорой помощи, расположенной в деревне Папарапатти в округе Дхармапури, полиция окружает их и предлагает сдаться. Бандиты отказываются и начинают стрелять по людям из STF. Агенты STF начинают мстить, открывают ответный огонь, в результате чего Вираппан и его приспешники оказываются убиты на месте.

## В ролях
- Сандип Бхарадвадж — Вираппан
- Уша Джалхав — Мутулакшми, жена Вираппана
- Сачин Дж. Джоши — безымянный мастер-стратег
- Лиза Рей — Шрея, арендаторша
- Винит Шарма — Динеш, муж Шреи
- Навин Прабхакар — Раджан
- Ниссар Хан — Виджай Кумар, шеф полиции
- Кришна Шрикант Айернгар — бывший офицер полиции Кумар
- Четанья Адиб — Шаши, коррумпированный офицер полиции
- Шанил Синха — Ганди
- Радж Преми — Мадхани, криминальный босс
- Акаш Чавария — Бхола Даку, приспешник Вираппана
- Зарине Хан — танцовщица в песне «Khullas»

## Производство
После успеха оригинального фильма режиссёр Рам Гопал Варма решил выпустить хинди-язычный ремейк, который снимали параллельно с оригиналом. Главную роль мастера-стратега, который в оригинале сыграл Шива Раджкумар, сыграл Сачин Дж. Джоши, известный по телугу- и хинди-язычным фильмам, который на встрече с режиссёром Рам Гопалом подчеркнул свою заинтересованность в разработке международной биографической версии на хинди с новым актёрским составом.
На главную женскую роль была приглашена модель из Канады с индийскими корнями Лиза Рей, которая снялась в нескольких индийских фильмах на разных языках.
Помимо основных съёмок и двух песен, режиссёр решил добавить item-номер «Khullas», который отличался от привычных музыкальных item-номеров, внешним видом танцовщицы.

## Саундтрек
| №  | Название                            | Исполнители                 | Длительность |
| -- | ----------------------------------- | --------------------------- | ------------ |
| 1. | «Muchhi Re»                         | Мохан Канан                 | 3:08         |
| 2. | «Veer Veer Veerappan»               | Пайял Дев, Тоши Сабри, Ви   | 3:51         |
| 3. | «Khallas»                           | Жасмин Сандалас, Тоши Сабри | 3:02         |
| 4. | «Veer Veer Veerappan (Rap Version)» | Пайял Дев, Тоши Сабри, Ви   |              |

## Отличия от оригинала
- В оригинале в роли мастера стратега играл Шива Раджкумар, а в хинди-язычной версии сыграл Сачин Дж. Джоши.
- В хиндиязычной версии в начале фильма главный герой Вираппан начал работать на браконьера, что в оригинале не упоминается.
- Хиндиязычная версия фильма на 30 минут короче оригинала, и в ней всего четыре песни в отличие от семи песен в оригинале.
- Шрея, которую сыграла Лиза Рей, в хиндиязычной версии заявлена как главная героиня, а в оригинале была персонажем второго плана.
- Песня «Khullas», под которую танцевала Зарине Хан, отсутствует в оригинале.
- В хинди-язычной версии присутствуют такие персонажи как Динеш, муж Шреи, правая рука Вираппана Бхола Даку и Раджан, отсутствовавшие в оригинале фильма.